# Judith Pollmann
Judith Suzanne Pollmann (Amsterdam, 29 oktober 1964) is een Nederlands historicus en hoogleraar Vroegmoderne Nederlandse Geschiedenis, verbonden aan de Universiteit Leiden. Tevens is ze lid van de Koninklijke Nederlandse Akademie van Wetenschappen. In 2025 ontving ze de belangrijkste Nederlandse wetenschappelijke onderscheiding, de Spinozapremie.

## Carrière
Judith Pollmann studeerde geschiedenis aan de Universiteit van Amsterdam en en Renaissance Studies aan het Warburg Institute van de Universiteit van Londen. Tussen 1995 en 2005 doceerde ze vroegmoderne Europese geschiedenis aan het Somerville College van de Universiteit van Oxford. In 1998 promoveerde zij aan de Universiteit van  Amsterdam op een studie naar de religieuze ontwikkeling van de dagboekschrijver en humanist Arnoldus Buchelius, Een andere weg naar God: de reformatie van Arnoldus Buchelius (1565-1641). Haar promotores waren Henk van Nierop en E.O.G. Haitsma Mulier.
In 2005 ging ze doceren aan de Universiteit van Leiden waar ze twee jaar later bijzonder hoogleraar in de vroegmoderne Nederlandse geschiedenis werd. Haar oratie vond plaats in juni 2008 en draagt de titel Het oorlogsverleden van de Gouden Eeuw. In 2005 kwam zij naar Leiden, waar zij momenteel een persoonlijke leerstoel bekleedt in de vroegmoderne Nederlandse geschiedenis.

## Onderzoek
Haar onderzoeksexpertise ligt op het gebied van de Nederlandse Opstand; de reformatie en contra-reformatie; herinneringscultuur en het gebruik van egodocumenten.
Ze verbleef in 2006 op het NIAS in Wassenaar om te werken aan het project Catholic Identity and Religious Change in the Habsburg Netherlands, 1520-1635. Ook in 2006 werd zij projectleider van De dynamiek van identiteit in Europa, 1300-1700. In 2008 startte zij haar NWO VICI project Tales of the Revolt. Memory, Oblivion and Identity in the Low Countries, 1566-1700.
Tussen 2008 en 2013 leidde Judith Pollmann het NWO VICI-onderzoeksproject Tales of the Revolt. Memory, oblivion and identity in the Low Countries, 1566–1700. In 2015 honoreerde NWO een projectvoorstel van Pollmann en Henk te Velde in de Vrije Competitie, getiteld The persistence of civic identities in the Netherlands, 1747-1848. Ze was van 2016-2018 ook projectleider van Back to the Future. Perceiving the future and the development of early modern capitalism, 1500-1700 (toegekend uit het Europese programma Horizon 2020). In 2018 kende NWO de Vrije Competitie aanvraag van Pollmann en Erika Kuijpers toe, getiteld Chronicling novelty. New knowledge in the Netherlands, 1500-1850. Met hulp van een groot team vrijwilligers publiceerde het team in 2024 een database met de doorzoekbare teksten van 200 lokale kronieken uit de periode 1500-1850.

## Publieksgeschiedenis
In 2018 werkte Pollmann mee aan de tentoonstelling ‘80 jaar oorlog. De geboorte van Nederland’ in het Rijksmuseum, waarvoor zij een bijdrage leverde aan de catalogus, audiocolleges verzorgde, en als expert en adviseur meewerkte aan de 7-delige televisieserie 80 Jaar Oorlog (NTR) gepresenteerd door Hans Goedkoop. Zij lichtte de gemaakte inhoudelijke keuzes toe bij het televisieprogramma Buitenhof en bij een keynote lezing Van nepnieuws tot geschiedenis bij het symposium Berichten over tachtig jaar oorlog. De Nederlandse Opstand tussen feit en fictie in de Koninklijke Bibliotheek.

## Erkenning en nevenfuncties
In 1999 kreeg Pollmann de Keetje Hodshon Prijs van de Hollandse Maatschappij van Wetenschappen voor de beste historisceh dissertatie in de jaren 1995-99.
In 2018 werd Judith Pollmann verkozen tot lid van de Koninklijke Nederlandse Akademie van Wetenschappen (KNAW). In 2020 werd zij lid van Academia Europaea en buitenlands lid van de Koninklijke Vlaamse Academie van België voor Wetenschappen en Kunsten, Klasse der Menswetenschappen. Van 2018 tot 2024 was zij honorair conservator van het team Nederlandse geschiedenis in het Rijksmuseum. Zij is lid van de redactie van het tijdschrift Past and Present. Pollmann was voorzitter van het bestuur van het Huizinga Instituut, lid van de Wetenschappelijke Raad van het Scaliger Instituut, en maakt ze deel uit van de redactie van het tijdschrift Past & Present.
Voor haar onderzoek en haar maatschappelijke werk ontving Pollman in 2025 de NWO Spinozapremie.